# 北山村 (日本)
北山村（日语：／ Kitayama mura */?）是位於日本和歌山縣東南部的行政區劃，轄區全境在紀伊半島南部的山區間，境內97%的區域都是山林地；雖屬和歌山縣，但並未與和歌山縣其他的行政區劃接鄰，而是位於奈良縣十津川村、下北山村和三重縣熊野市之間，是日本唯一的全部轄區皆為飛地的市町村級行政區劃。2000年代的平成大合併后，該村也成為和歌山縣內唯一的村。
北山村的特產為名為Jyabara的柑橘，現在作為振興地方產業的主要主題。
在日本本土（除了離島之外）中，北山村是人口第二少的行政區劃，僅多於高知縣大川村。（不包括因2011年福岛第一核电站事故而撤離居民的地區）

## 人口
| 北山村人口分布圖 |                                               |  |
| 北山村與日本全國年齡別人口分布比較圖 （2005年資料） | 北山村的年齡、男女別人口分布圖 （2005年資料） |  |
| ■紫色是北山村 ■綠色是全国 | ■藍色是男性 ■紅色是女性                       |  |
| 北山村人口變化 \| 1970年 \| 1,135人 \| \| \| 1975年 \| 1,015人 \| \| \| 1980年 \| 790人 \| \| \| 1985年 \| 686人 \| \| \| 1990年 \| 613人 \| \| \| 1995年 \| 593人 \| \| \| 2000年 \| 635人 \| \| \| 2005年 \| 570人 \| \| \| 2010年 \| 486人 \| \| \| 2015年 \| 446人 \| \| \| 2020年 \| 404人 \| \| |                                               |  |
| 資料來源：日本總務省統計中心提供之人口普查數據 |                                               |  |
| 1970年 | 1,135人                                       |  |
| 1975年 | 1,015人                                       |  |
| 1980年 | 790人                                         |  |
| 1985年 | 686人                                         |  |
| 1990年 | 613人                                         |  |
| 1995年 | 593人                                         |  |
| 2000年 | 635人                                         |  |
| 2005年 | 570人                                         |  |
| 2010年 | 486人                                         |  |
| 2015年 | 446人                                         |  |
| 2020年 | 404人                                         |  |

## 歷史
在實施令制國之前屬於熊野國，令制國時代後才併入紀伊國，並劃入牟婁郡。
北山長期以來以林業為主，周邊區域砍伐下的樹木會利用北山川運往北山村的大沼地區集中，將木材集結成木筏後再由「筏師」直接將木筏駛往下游交給新宮的木材業者；過去本地曾經有多達半數居民為筏師，因此一直以來本地與新宮的的往來密切。
在江戶時代和現在的奈良縣上北山村、下北山村一同屬於「北山鄉」，為紀州藩紀州德川家御附家老水野氏的紀伊新宮藩領地。但由於此處正好處於紀伊國和大和國之間長期未確定分界的地方，直到17世紀才確認以果無山脈到玉置山的連線為界，本地因為位於此線以東而確認歸屬紀伊國的新宮藩。
19世紀末明治維新實施廢藩置縣屬於新宮縣，1871年第一次府縣整併時，原本規劃以熊野川為界，以西的區域劃入和歌山縣，以東的區域劃入度會縣，依此規劃本地原本應被劃入度會縣，但由於居民強烈希望能與一直以來往來密切的新宮一同劃入和歌山縣，因而成為和歌山縣在度會縣的飛地。
1889年日本實施町村制，開始設立近代的地方行政區劃，本地原有的大沼村、下尾井村、小松村、竹原村、七色村五個聚落合併為現在的北山村。
現在由於已無過去的林業，與新宮市的往來反而不如相鄰且交通便利的三重縣熊野市密切，在2000年代的平成大合併期間除了被規劃與新宮市合併外，也曾一度考慮跨縣併入熊野市，但最終並未採用任一方案，仍繼續維持獨立的行政區劃。

## 交通
國道169號沿著北山川北岸通過北山村內大部分區域，也是連結村內五個地區的主要交通要道，繼續往西可以前往和歌山縣新宮市，但若經由三重縣道34號七色峽線前往熊野市僅有15公里的距離。

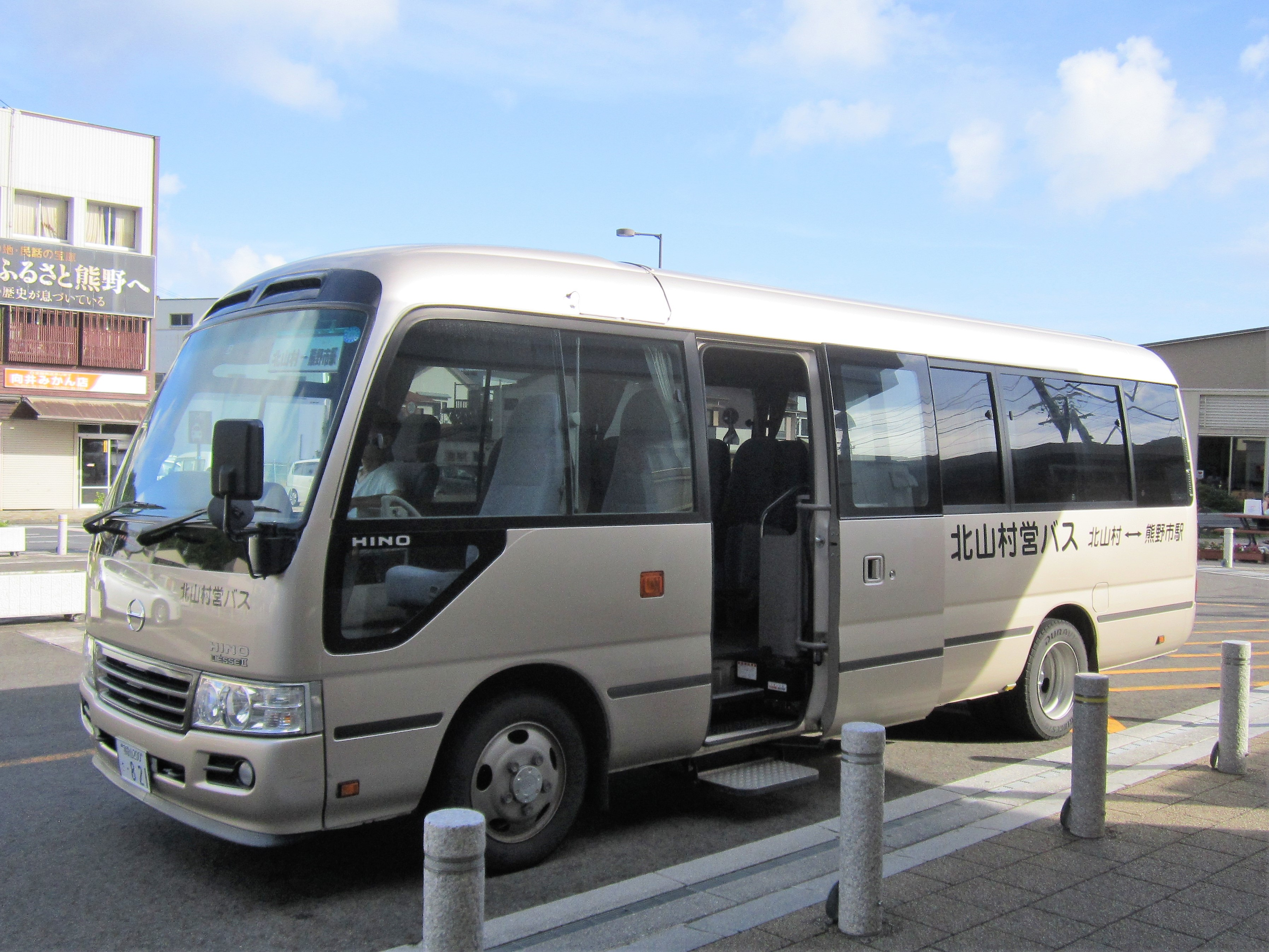
停靠於熊野車站的北山村營巴士

過去三重交通曾有開設村內往返熊野市客運路線，但在1984年停駛後，改由北山村營巴士每天早上下午各往返一班車次。

## 觀光資源

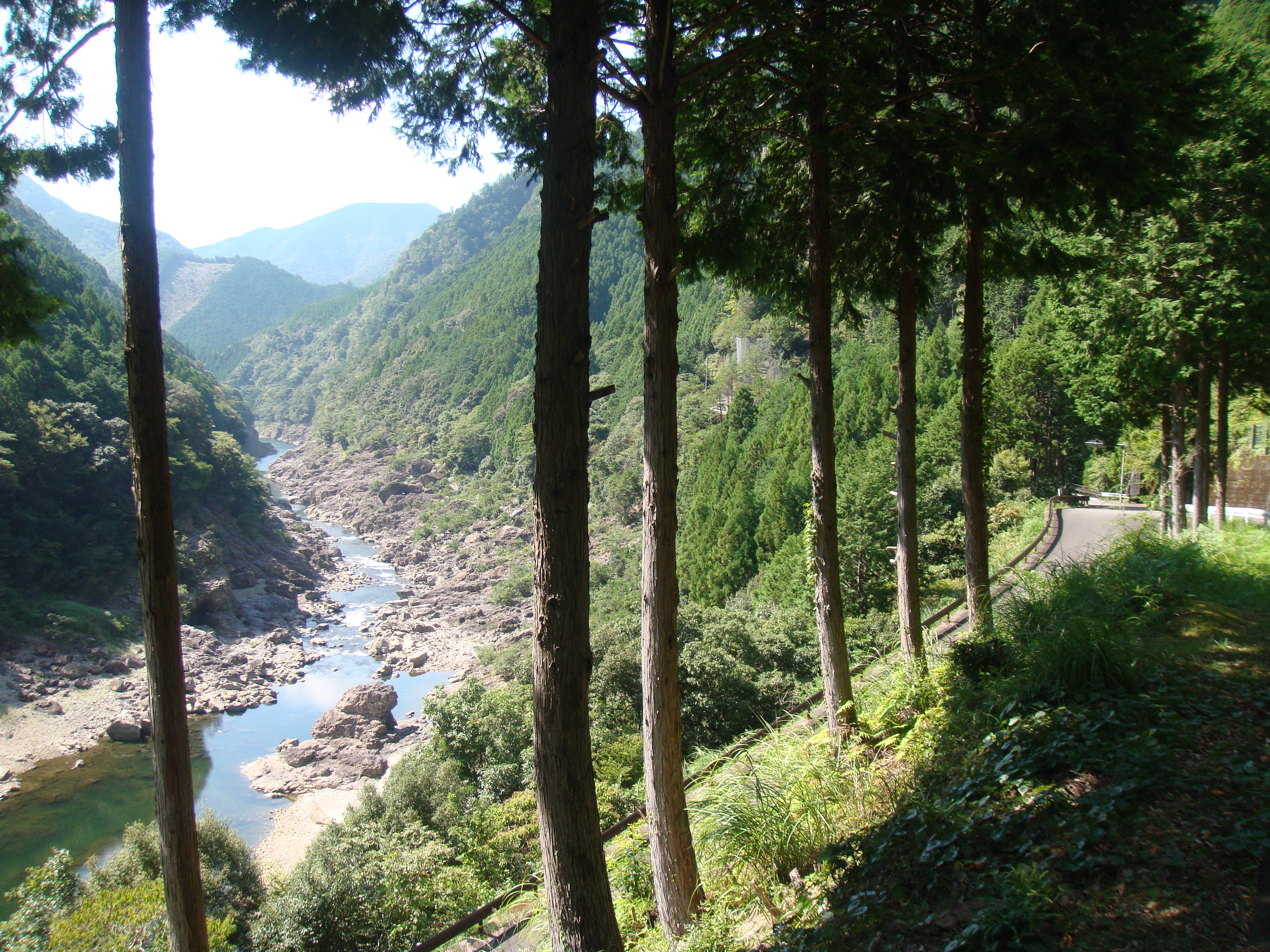
奧瀞峽谷

北山川在北山村的河段為被稱為瀞峽中的奧瀞峽谷，已被列為國家特別名勝，同時也劃入吉野熊野國立公園的範圍；北山村也利用過去在此將原木編成木筏駛往新宮的歷史，製作出觀光專用的木筏，讓觀光客可以在此段北山川中搭乘觀光木筏觀賞這峽谷景色。

## 外部連結
- （日語） 北山村公所的Facebook專頁
- （日語） 北山村觀光協會的X（前Twitter）